# Skeidshornet
Das Skeidshornet ist ein 2725 m hoher Berg im ostantarktischen Königin-Maud-Land. Er ragt 8 km westsüdwestlich des Mount Valikhanov aus dem Pieckrücken der Petermannketten im Wohlthatmassiv auf.
Entdeckt und erstmals kartiert wurde der Berg bei der Deutschen Antarktischen Expedition 1938/39 unter der Leitung des Polarforschers Alfred Ritscher. Norwegische Kartografen nahmen anhand von Luftaufnahmen und Vermessungen der Dritten Norwegischen Antarktisexpedition (1956–1960) eine neuerliche Kartierung vor und benannten den Berg.